# Cantonul Uzès
Cantonul Uzès este un canton din arondismentul Nîmes, departamentul Gard, regiunea Languedoc-Roussillon, Franța.

## Comune
- Aigaliers
- Arpaillargues-et-Aureillac
- Blauzac
- Flaux
- La Capelle-et-Masmolène
- Montaren-et-Saint-Médiers
- Saint-Hippolyte-de-Montaigu
- Saint-Maximin
- Saint-Quentin-la-Poterie
- Saint-Siffret
- Saint-Victor-des-Oules
- Sanilhac-Sagriès
- Serviers-et-Labaume
- Uzès (reședință)
- Vallabrix